# Polygonia progne

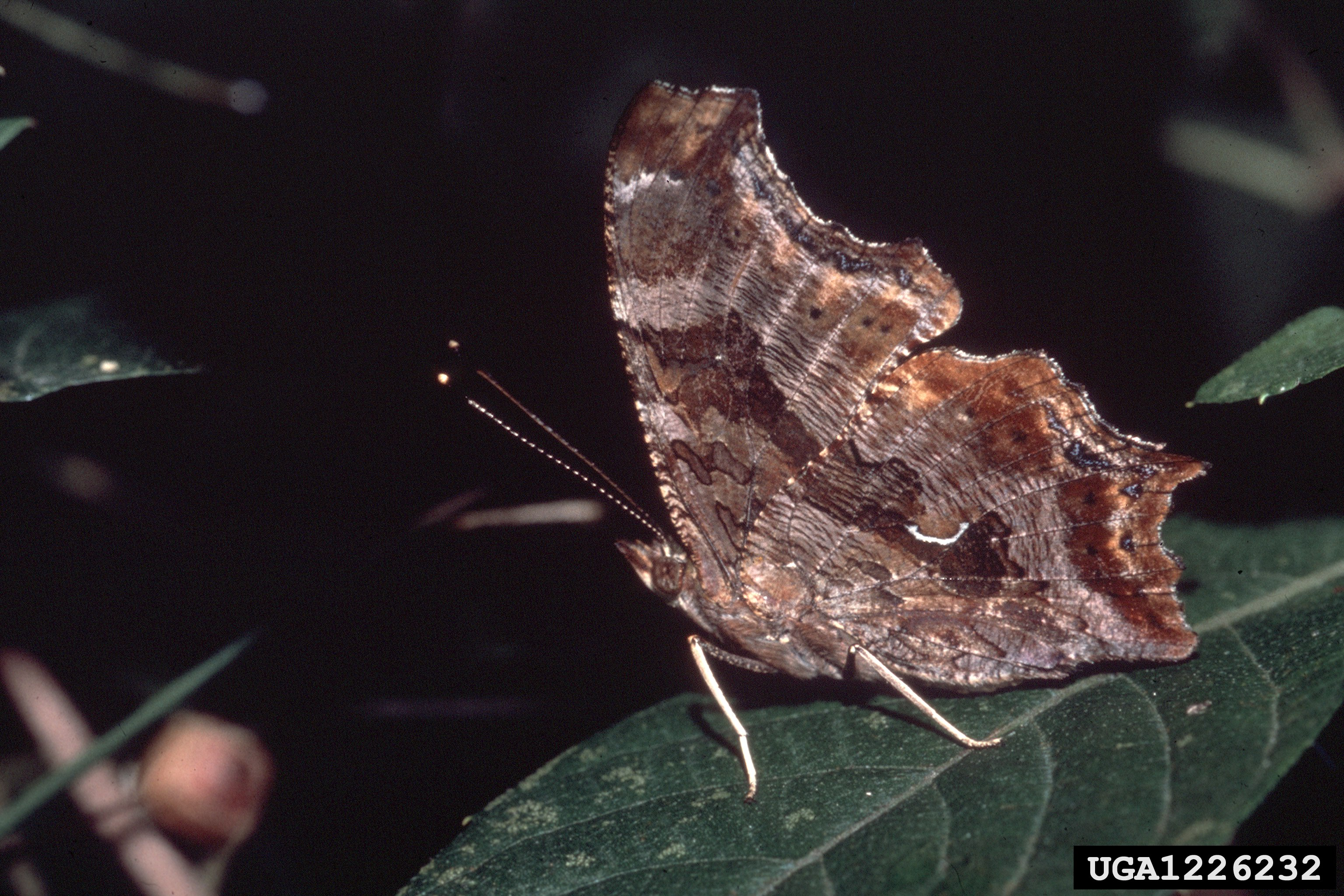
Flügelunterseite

Polygonia progne (Syn.: Nymphalis progne) ist ein Schmetterling (Tagfalter) aus der Familie der Edelfalter (Nymphalidae).

## Merkmale

### Falter
Die Falter erreichen eine Flügelspannweite von 44 bis 63 Millimetern. Die Flügel sind am Außenrand stark gezackt und farblich variabel. Die Grundfarbe ist auf der Vorderflügeloberseite orange bis bräunlich. Die Hinterflügeloberseite zeigt in einer „Sommer-Generation“ ein breites dunkelbraunes Saumband, während die „Herbst-/Wintergeneration“ ein schmales dunkles Saumband zeigt. Alle Falter sind mit einem schwarzen, braunen und gelben Fleckenmuster versehen. Die Flügelunterseiten sind in abgestuften, dunklen Grautönen marmoriert, weshalb die Art im englischen Sprachgebrauch auch als Grey Comma bezeichnet wird. Auffällig ist ein weißes Zeichen in der Mitte der Hinterflügel, das der Form eines Komma-Satzzeichens oder dem Buchstaben L ähnelt.

### Ei
Das Ei hat eine grüne Farbe. Es wird einzeln an der Unterseite von Blättern der Nahrungspflanze abgelegt.

### Raupe
Erwachsene Raupen zeigen eine gelbbraune, rötlich braune oder dunkelbraune Grundfärbung. Der gesamte Körper ist mit vielen kurzen, stark verzweigten Dornen überzogen. Außerdem sind orange Flecke oder Linien an den Seiten zu erkennen. Hinter jedem Segment befinden sich abwechselt schmale gelbe und braune ringartige Querlinien.

### Puppe
Die Puppe ist von schwarzbrauner bis rotbrauner Farbe. Sie besitzt einen sehr ausgeprägten Höcker sowie zwei kurze Spitzen am Kopf. Auf dem Rücken heben sich einige silbern oder golden schillernde Flecke ab.

### Unterarten
Es sind folgende Unterarten bekannt:
- Polygonia progne progne (Cramer, 1775)
- Polygonia progne nigrozephyrus (Scott, 1984)

### Ähnliche Arten
Polygonia progne ähnelt aufgrund der Zeichnung auf den Flügeloberseiten vielen Polygonia-Arten, insbesondere zählen dazu:
- Der C-Falter  (Polygonia c-album), der in Europa, Nordafrika und Asien heimisch ist und somit keine geographische Überlappung bildet.
- Polygonia faunus unterscheidet sich durch eine Reihe grüner Punkte auf den Hinterflügelunterseiten.
- Polygonia comma ist durch eine starke braune Marmorierung auf den Hinterflügelunterseiten zu unterscheiden.
- Polygonia gracilis ist durch eine hellgraue Färbung auf den Hinterflügelunterseiten zu unterscheiden.
- Polygonia satyrus zeigt eine mehr gelbbraune Färbung auf der Vorderflügeloberseite.
- Polygonia interrogationis unterscheidet sich durch das zweigeteilte Komma-Zeichen.

## Verbreitung und Lebensraum
Polygonia progne kommt in den südöstlichen Provinzen Kanadas vor, wurde aber auch in Neufundland und Nova Scotia nachgewiesen. Entlang der Pazifikküste reicht die Verbreitung bis zur Mitte Kaliforniens. Richtung Osten ist die Art durch den Norden der USA bis nach Maine, Richtung Süden bis nach Kansas verbreitet. Die Tiere bevorzugen Waldgebiete, beispielsweise Gebiete mit Küstenmammutbaumbestand (Redwood forest).

## Lebensweise
Die Art bildet je nach der klimatischen Region des Vorkommens bis zu zwei Generationen pro Jahr. Die Falter der letzten Generation überwintern als Falter und fliegen wieder im Frühjahr des folgenden Jahres. In Ruhestellung sitzen sie gerne am Boden und klappen ihre Flügel aufrecht zusammen. Sie wirken dann wie ein verwelktes Blatt. Dadurch sind sie für Fressfeinde kaum zu erkennen. Die Falter besuchen nur selten Blüten. Stattdessen  bevorzugen sie Wasserstellen, überreife Früchte und Dung zur Aufnahme von Nahrung und Mineralien. Die Raupen leben zumeist einzeln und ernähren sich von einer Vielzahl verschiedener Pflanzen, beispielsweise von Heidekrautgewächsen (Ericaceae) oder Johannisbeerarten (Ribes).